# Beoci
Bеoci (cirill betűkkel Беоци), település Szerbiában, a Raškai körzethez tartozó Raška községben.

## Népesség
- 1948-ban 524 lakosa volt.
- 1953-ban 570 lakosa volt.
- 1961-ben 589 lakosa volt.
- 1971-ben 537 lakosa volt.
- 1981-ben 525 lakosa volt.
- 1991-ben 529 lakosa volt.
- 2002-ben 462 lakosa volt, akik közül 459 szerb (99,35%), 2 montenegrói.